# 14941 Tomswift
14941 Tomswift este un asteroid din centura principală de asteroizi.

## Descriere
14941 Tomswift este un asteroid din centura principală de asteroizi. A fost descoperit pe 23 martie 1995 la Kitt Peak National Observatory în cadrul proiectului Spacewatch. Asteroidul prezintă o orbită caracterizată de o semiaxă mare de 2,76 ua, o excentricitate de 0,13 și o înclinație de 9,0° în raport cu ecliptica.